# Zaine
Zaine, záin ou zayin (ז), é a sétima letra de vários abjads semíticos, assim como o zayn  do alfabeto árabe e o ʾzayn do alfabeto fenício.
Do alfabeto fenício, para o alfabeto grego deu a raíz a letra zeta.